# Spielkartenkarton

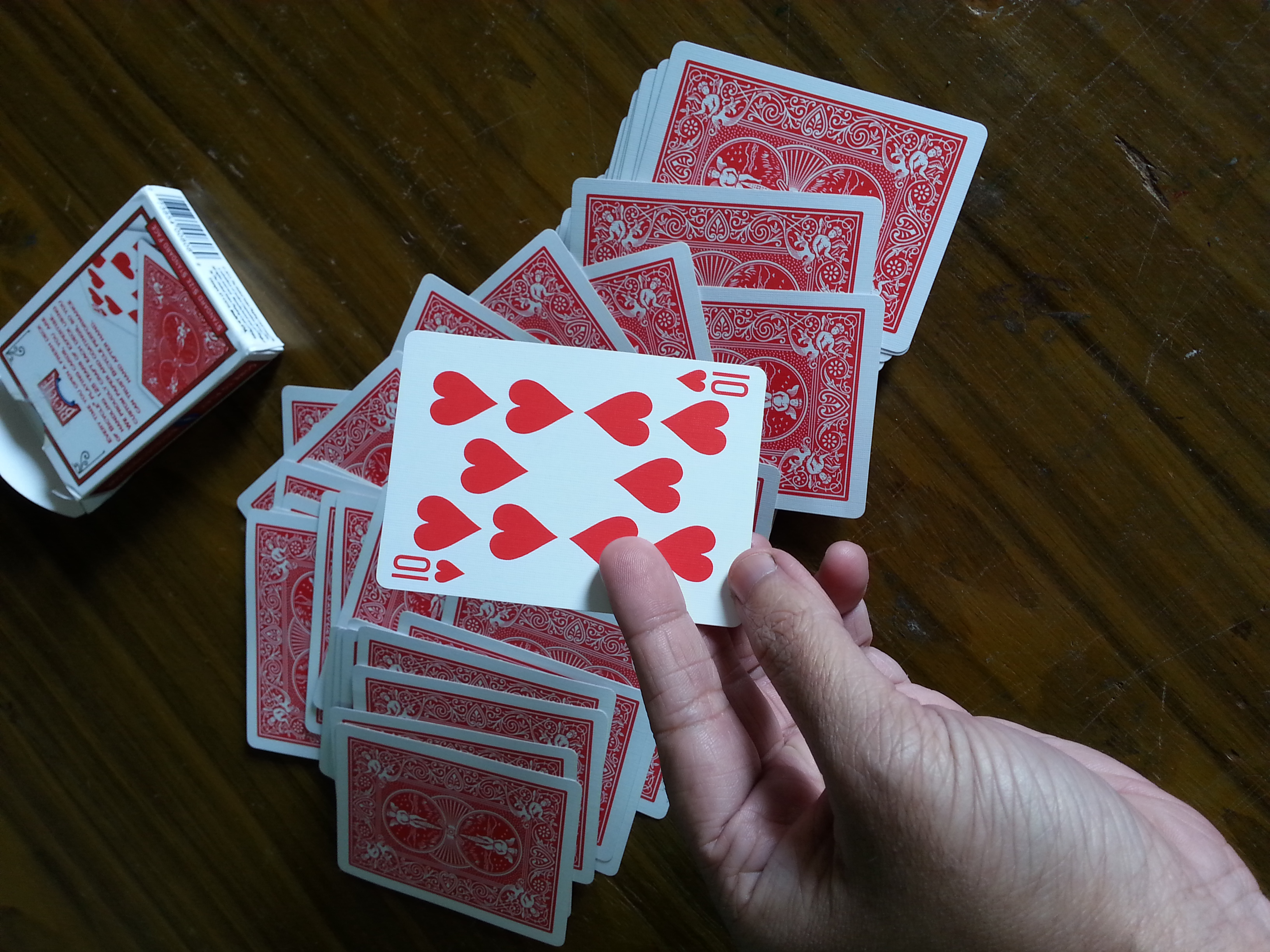
Hochwertige Spielkarten bestehen in der Regel aus Spielkartenkarton.

Als Spielkartenkarton wird ein spezieller mehrschichtiger Werkstoff bezeichnet, der vor allem für die Herstellung von hochwertigen Spielkarten verwendet wird. Dünnerer Karton für Spielkarten wird als Quartettkarton bezeichnet.

## Eigenschaften

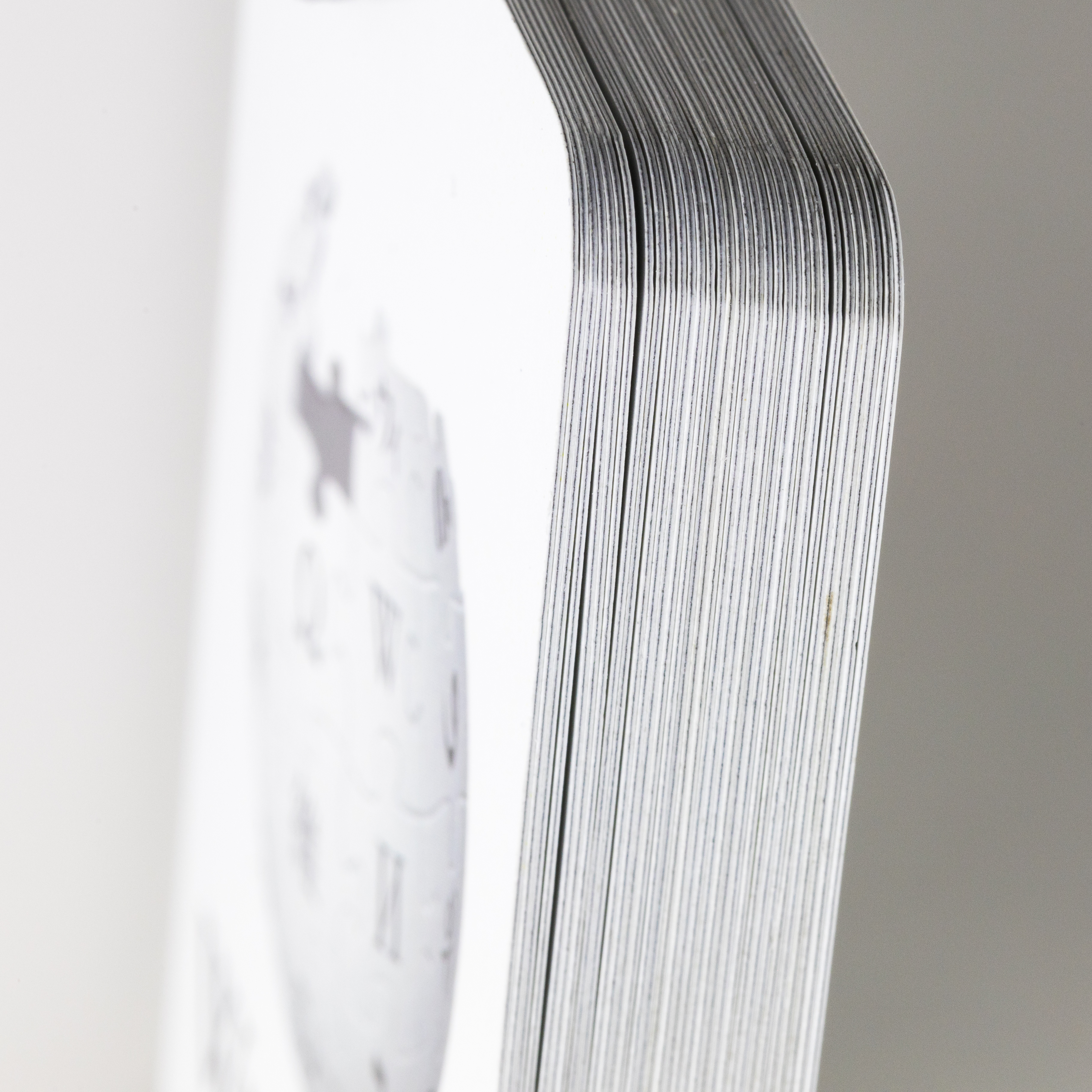
Skatblatt: In der Vergrößerung erkennbar ist die dunkle Graphitschicht in den Karten.

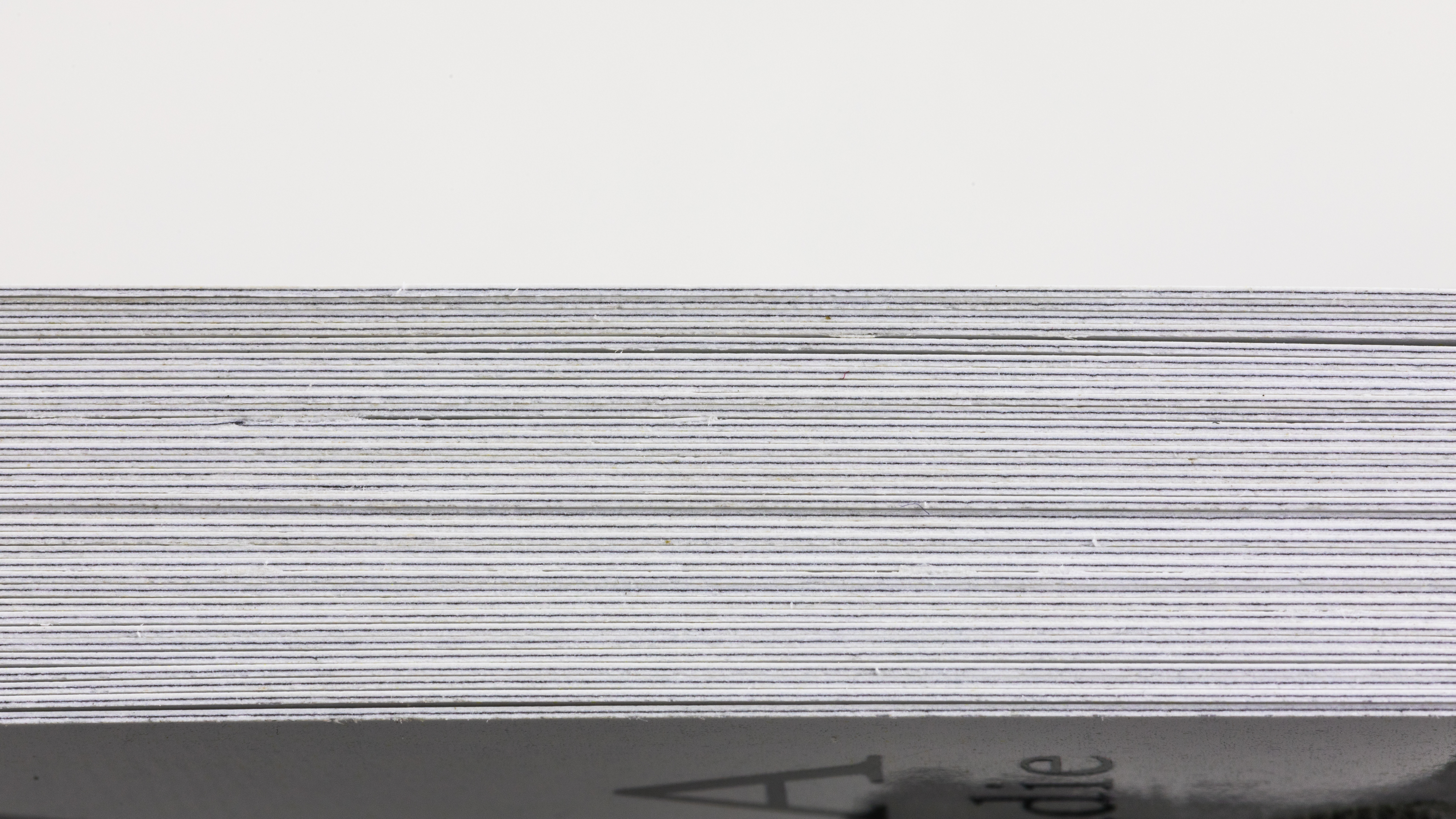
Seitenaufsicht auf einen Spielkartenstapel

Es handelt sich hierbei in der Regel um einen zweilagigen Karton in Sandwichbauweise, der durch einen mit Graphit geschwärzten und lichtdichten Kleber verklebt ist. Durch diese dunkle Schicht wird der Karton blickdicht und die Bedruckung der Spielseite kann auch bei Gegenlicht nicht durch die Karte gesehen werden. Die Papierflächen sind in der Regel weiß und gestrichen, die Bedruckung findet auf der Streichfarbe statt und diese können zudem satiniert, geprägt und lackiert sein. Spielkartenkarton hat ein Gewicht von mindestens 305 g/m², kann jedoch auch schwerer sein.

## Verwendung
Spielkartenkarton wird vor allem für die Herstellung hochwertiger Spielkarten verwendet, insbesondere für Casino- und Turnierkarten. Darüber hinaus können sie bei anderen Kartentypen Verwendung finden, bei denen eine Undurchsichtigkeit gewünscht oder notwendig ist. Beispiele hierfür sind etwa Prepaid-Telefonkarten, Rubbelkarten, Mitgliedsausweise, Sicherheitskarten und andere.

## Alternativen
Als Alternative für Spielkartenkarton können bei Spielkarten und speziell bei Pokerkarten auch Kunststoffe eingesetzt werden. Pokerkarten aus Kunststoff behalten ihre ursprüngliche Form bei und können kaum geknickt oder markiert werden. Bei einfacheren und billigeren Spielkarten wird ein dünnerer Karton verwendet, dem die schwarze Graphitschicht fehlt und der als Quartettkarton bezeichnet wird. Dieser ist in der Regel leichter als Spielkartenkarton.

## Belege
1. ↑  Spielkartenkarton bei wissen.de; abgerufen am 15. Februar 2018.
2. 1 2 3 4  Karten bei spieleerfinden.de; abgerufen am 15. Februar 2018.